# Metalectra viridescens
Metalectra viridescens är en fjärilsart som beskrevs av Dyar 1916. Metalectra viridescens ingår i släktet Metalectra och familjen nattflyn. Inga underarter finns listade i Catalogue of Life.